# Nelson (Illinois)
Nelson – wieś w Stanach Zjednoczonych, w stanie Illinois, w hrabstwie Lee.